# Andrej Foramiti
Andrej Foramiti, rimskokatoliški duhovnik, arhidiakon v Tolminu ter civilni in  kanonski pravnik, * (?), † (?).
Čedadski kapitelj ga je leta 1737 imenoval za arhidiakona v Tolminu. Tu je ostal do 1752. Takoj po prevzemu službe je prišel v spor s tolminskim grofom Jakobom Coroninijem. Grof se je več let boril proti njemu in pošiljal pritožbe v Gradec, a brez uspeha, ker je imel Foramiti tam svoje zagovornike. Grof se je o njem večkrat izrazil, da ima v teh krajih neomejeno oblast »kot bi bil papež in cesar«. Foramiti je branil privilegije čedadskega kapitlja katere je kapitelj dobil 1459 od papeža Pija II. in ni trpel, da bi bili duhovniki grofu podložni v civilnih in svetnih stvareh. Nad duhovniki si je lastil popolno pravico. Ko je uvedel neko novo cerkveno desetino se mu je uprl župnik Štefan Golja, ki se je istočasno boril za svoje pravice tudi pri tolminskem grofu. Arhidiakon, ki je prej zelo cenil Goljo je v hipu spremenil svoje mnenje in proti Golji uvedel preiskavo, ki se je začela od 14. februarja 1743.  Foramiti je prišel v Podmelec in tam zaslišal 80 ljudi. 11. marca je izdal dekret o aretaciji Golje, ki pa se je pravočasno umaknil. Zaradi tega ga je suspendiral in 14. junija izrekel sodbo s katero je bilo zaplenjeno celotno župnikovo premoženje. Golja se je na sodbo pritožil nunciaturi na Dunaju. Nuncij kardinal Paolucci je 15. decembra 1744 izdal odlok v katerem je zahteval, da moral Foramiti vse zaseženo premoženje Golji vrniti in ukazal novo preiskavo, ki je po zaslišanju prič in samega Golje ugotovila, da je župnik Štefan Golja nedolžen.

## Zunanjepovezave
- Kragelj Jožko. »Foramiti Andrej«. Primorski slovenski biografski leksikon. Ljubljana: ZRC SAZU, 2013 – prek Slovenska biografija.